# Robert Lijesen
Robert Lijesen (ur. 5 lutego 1985 w Dordrechcie) – holenderski pływak, specjalizujący się głównie w stylu dowolnym. 
Wicemistrz świata na krótkim basenie z Manchesteru w sztafecie 4 x 100 m stylem dowolnym, brązowy medalista mistrzostw Europy z Eindhoven w tej samej sztafecie. 
Uczestnik Igrzysk Olimpijskich z Pekinu (32. miejsce na 50 m stylem dowolnym i 10. miejsce w sztafecie 4 x 100 m stylem dowolnym). 